# تامارا لیس
تامارا لیس (انگلیسی: Tamara Lees؛ ۱۴ دسامبر ۱۹۲۴ – ۲۲ دسامبر ۱۹۹۹) بازیگر اهل بریتانیا بود. وی بین سال‌های ۱۹۴۷ تا ۱۹۶۱ میلادی فعالیت می‌کرد.
از فیلم‌هایی که وی در آن نقش داشته‌است، می‌توان به سه غریبه در رم، دختران خطرناک هستند، ترانه بهار و زندگی سگی اشاره کرد.